# Relaciones República Árabe Saharaui Democrática-Timor Oriental
Las relaciones Sahara Occidental-Timor Oriental son las relaciones internacionales entre la República Árabe Saharaui Democrática y Timor Oriental.

## Historia
La República árabe Saharaui Democrática (RASD) fue el primer estado del mundo en establecer relaciones diplomáticas formales con Timor Oriental, después de su independencia el 20 de mayo de 2002, en parte debido a los lazos fuertes desde hace mucho tiempo y los paralelismos históricos entre los dos movimientos de liberación nacional, Fretilin y Frente Polisario. Se abrió una embajada saharaui en Dili en 2010, durante el gobierno de Xanana Gusmão.